# パッシェンディ・ドミニチ・グレジス
パッシェンディ・ドミニチ・グレジス   (羅:Pascendi Dominici gregis「主の群れを養う」の意) 、副題「近代主義者の理論について」は、教皇ピオ10世により1907年9月8日に発布された回勅である。以下『パッシェンディ』とする。

## 背景
教皇ピオ10世は、カトリック教会が、知的には合理主義と唯物論の、政治的には自由主義と反教権主義の包囲下にあるとみなしていた。教皇はこの回勅で、教会は聖書に関する新たな科学的歴史研究を無視できないと考えた、カトリックの聖書学者、哲学者、神学者らのゆるやかな運動である近代主義を非難した。当時の修道女 Maude Petreは後に「必ずしも公平ではなかった人たちに公平を期すために、教会の伝統的な教えに対する史的批判の影響は恐ろしいものであったということを私たちは覚えておかなければならない。回勅『パッシェンディ』はキリスト教信仰のまさにその本質を破壊から救った実例のように思えた。("We must remember, in fairness to those who were not always fair, that the impact of historical criticism on the traditional teaching of the Church was terrifying; that it seemed a case of saving the very essence of the Christian faith from destruction.")」と回想している。
フランスの神学者アルフレッド・ロアジは、科学的釈義のみが検証可能であり、したがって信頼できる一方、信仰に基づく解釈は「純粋に主観的なもの ("is a purely subjective")」であると主張した。このような近代主義者による主張には、啓示（聖書本文を指す）の価値を完全に損なうことになる。また、キリストのペルソナに関しては、近代主義者らは「キリストのペルソナにおいて科学と歴史とは人間的でないものを何一つ見出さない」とし、したがって、「不可知論から導き出された第一の規範に基づき、キリストについて伝える歴史の中で何であれ彼の天主性を示唆する要素をことごとく排除しなければ」ならないとしていた。この脅威が叙階された聖職者から出現したことが、より深刻な事態であると見なされていた。
回勅の大部分は、Oblates of Mary Immaculateの Procurator General であった Joseph Lemiusおよびカプチン会の José Calassanç Vives y Tuto枢機卿によって起草された。
回勅『パッシェンディ』は、宗教とは神への内属的欲求に基づく単なる感情であるという説を非難した。
 
近代主義者に帰せられる根本的な誤りは、真実を知る理性の能力を否定し、それによって宗教やキリスト教を含むあらゆるものを主観的な経験に貶めてしまったことであった。 近代主義者らは、彼ら自身は聖書の史料批判に焦点を当てているのだとして、この解釈を拒否した。
教皇ピオ10世は、司教に対し、神学校あるいは大学で学ぶ学生たちの手に近代主義者者の手からなる著作が渡らないように強く求めた。また、ウンブリアの司教が「定めた規定を、全ての司教区に拡大して適用することが適当」であるとして、司教区内で「種々の誤謬ならびに新たな誤謬が紹介され、伝播される手段の存在を察知し、司教にそれら一切を報告する」ために、司教区ごとに「警戒協議会」を設置するよう命じた。 また、免償・聖遺物聖省による1896年の布告を引用し、「古えの遺物は、個々のケースにおいて、それが偽造あるいは偽物である、ということを実証する明白な議論が存在するのでない限り、それが常に受けてきた崇敬を保持するべきである」とし、その上で、「もしこの種の事柄における唯一の判定者である司教たちが、ある遺物が真正なものでないことを確実に了解したならば、即刻それを信徒の崇敬から遠ざけるように。また、もしある遺物の証明が国内情勢の混乱や、その他の事情により紛失してしまっている場合、司教がその真正さを確認するまでは、それを公の崇敬のために公開しないように」とした。

## 参照
1. 1 2 3 4 5 6 7  “回勅『パッシェンディ・ドミニチ・グレジス』 近代主義の誤謬について 聖ピオ十世教皇（１） - Credidimus Caritati 私たちは天主の愛を信じた”. goo blog. 2023年7月10日閲覧。
2. ↑  Steinfels, Peter (2007年9月1日). “Fighting Modernists, a Decree Shaped Catholicism”. New York Times
3. 1 2  “回勅『パッシェンディ・ドミニチ・グレジス』 近代主義の誤謬について 聖ピオ十世教皇（２） - Credidimus Caritati 私たちは天主の愛を信じた”. goo blog. 2023年7月21日閲覧。
4. ↑  Talar, C.J.T. (2007). “Introduction: Pascendi dominici gregis The Vatican Condemnation of Modernism”. U.S. Catholic Historian 25 (1):  1–12. doi:10.1353/cht.2007.0029. ISSN 1947-8224.
5. 1 2 3  Magister, Sandro (2007年10月23日). “The Encyclical Against the "Modernists" Turns 100 – But Without Fanfare”. L'Espresso
6. ↑  Pascendi Dominici §9.
7. ↑  Jodock, Darrell (2000-06-22) (英語). Catholicism Contending with Modernity: Roman Catholic Modernism and Anti-Modernism in Historical Context. Cambridge University Press. ISBN 978-0-521-77071-2
8. ↑  Arnold, Claus; Vian, Giovanni (2020). La Redazione dell'enciclica Pascendi: Studi e documenti sull'antimodernismo di Papa Pio X. Stuttgart: Hiersemann. ISBN 9783777220352
9. ↑  Pascendi Dominici §7.
10. 1 2 3 4 5  “回勅『パッシェンディ・ドミニチ・グレジス』 近代主義の誤謬について 聖ピオ十世教皇（３） - Credidimus Caritati 私たちは天主の愛を信じた”. goo blog. 2023年7月21日閲覧。
11. ↑  “Pascendi Dominici Gregis (September 8, 1907) | PIUS X”. www.vatican.va. 2023年7月10日閲覧。